# Tim Raines

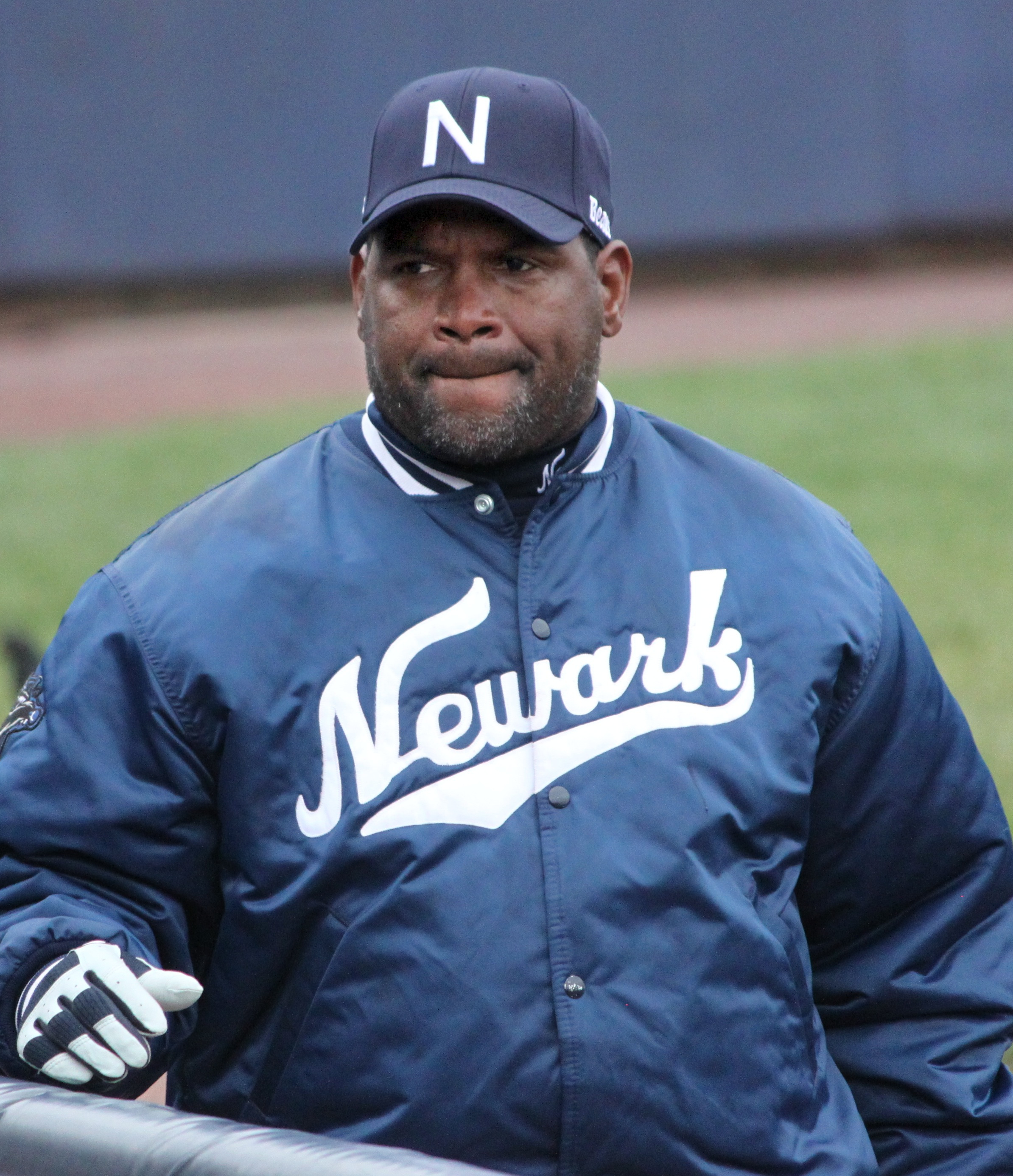
Tim Raines - NewYork Yankees

Timothy Raines, mais conhecido como Tim Raines, é um ex-jogador profissional de beisebol norte-americano.

## Carreira
Tim Raines foi campeão da World Series 1998 jogando pelo New York Yankees. Na série de partidas decisiva, sua equipe venceu o San Diego Padres por 4 jogos a 0.